# União das Freguesias de Sintra (Santa Maria e São Miguel, São Martinho e São Pedro de Penaferrim)
Sintra (Santa Maria e São Miguel, São Martinho e São Pedro de Penaferrim) (ufficialmente União das Freguesias de Sintra (Santa Maria e São Miguel, São Martinho e São Pedro de Penaferrim) è una freguesia portoghese del comune di Sintra con una superficie di 63,55 km² e 29 896 abitanti (2021), per una densità di 479,4 abitanti/km².

## Storia
Situata nella zona interna del paesaggio culturale di Sintra, fu creata in occasione della riforma amministrativa portoghese promulgata nel 2012/2013, accorpando le antiche freguesias di Santa Maria e São Miguel, di São Martinho e di São Pedro de Penaferrim.